# Iepenziekte

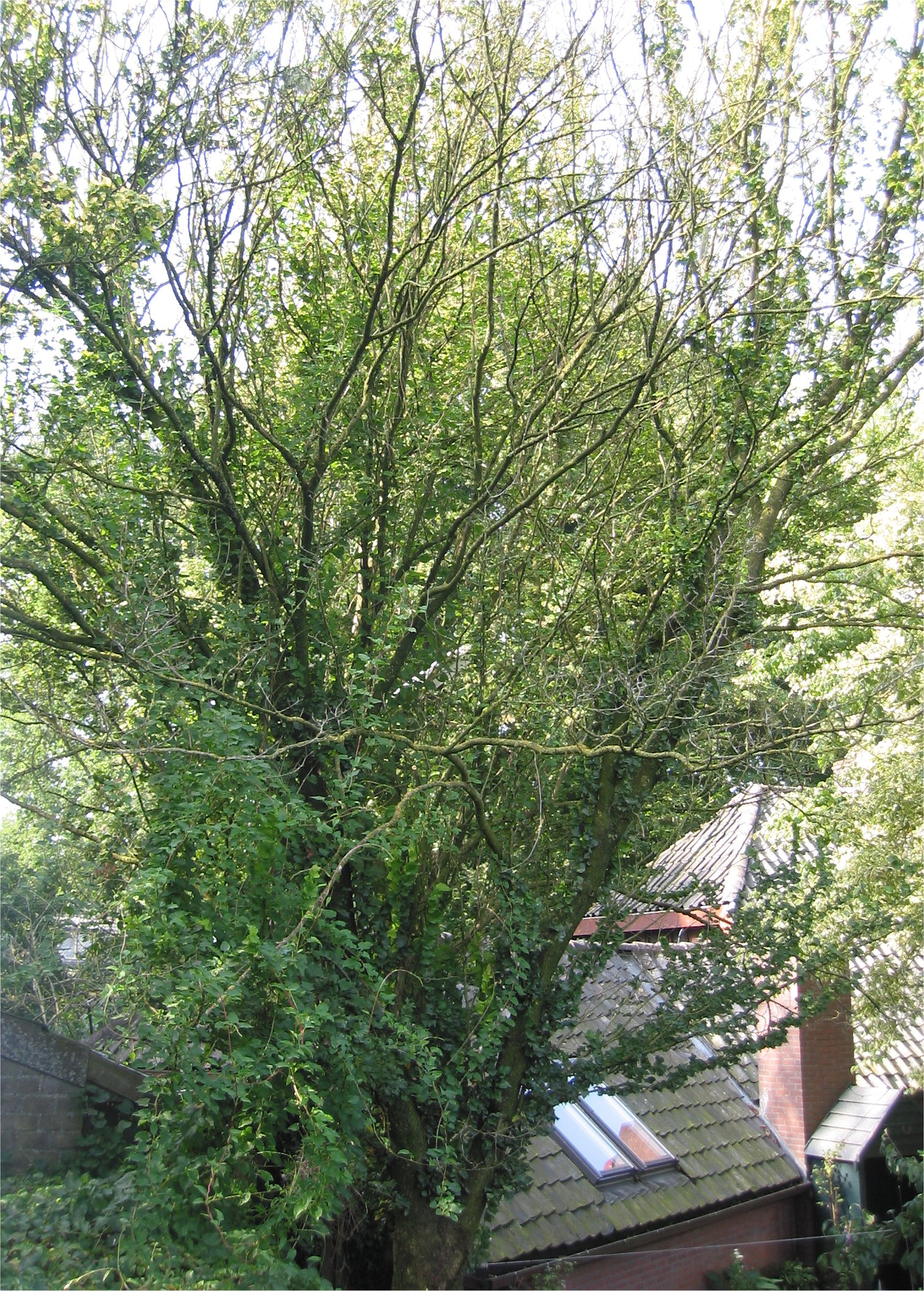
Iepenziekte op goudiep (let op de dode takken) (6 september 2006)

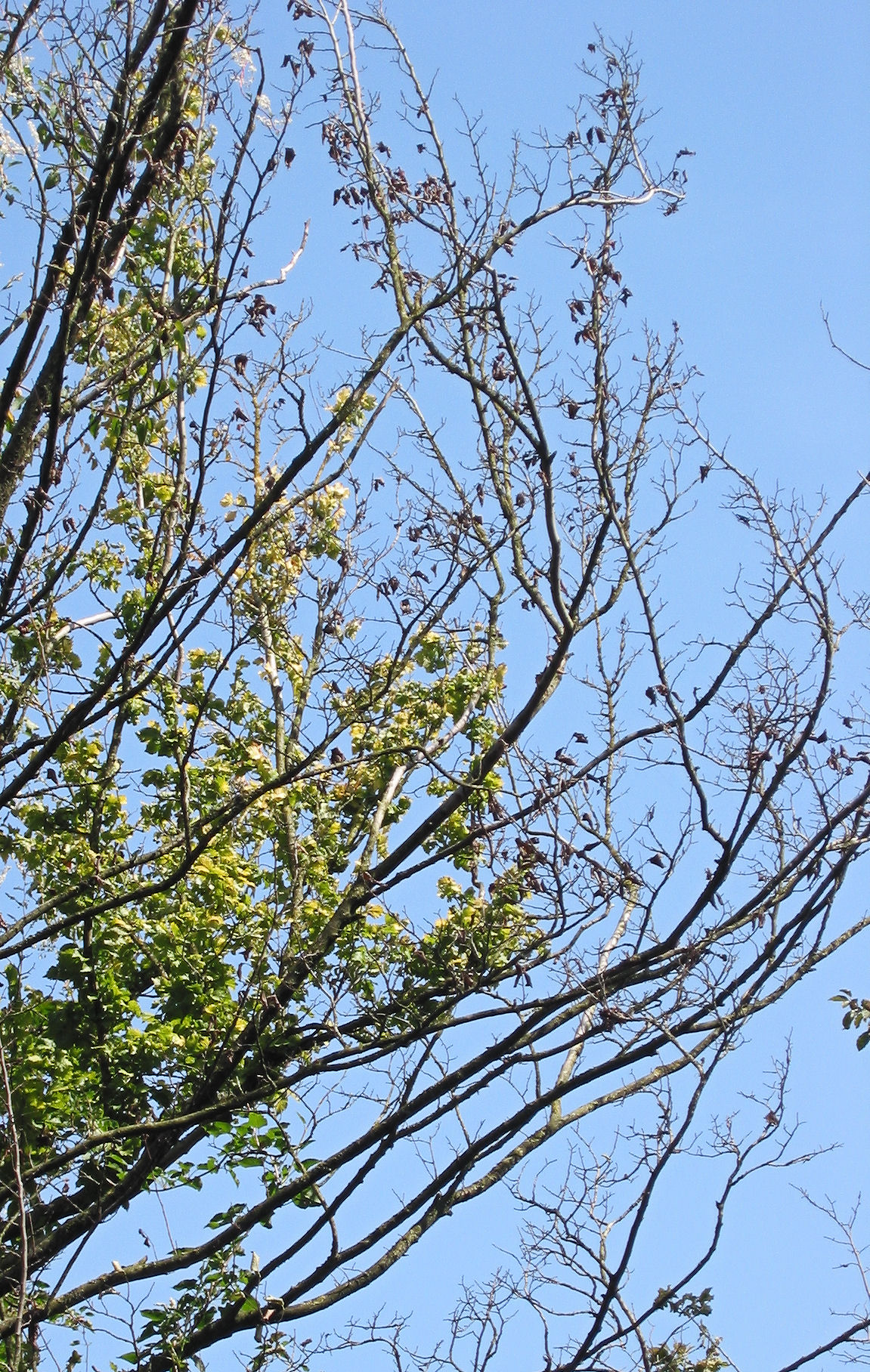
Iepenziekte op goudiep (let op de dode takken) (6 augustus 2007)

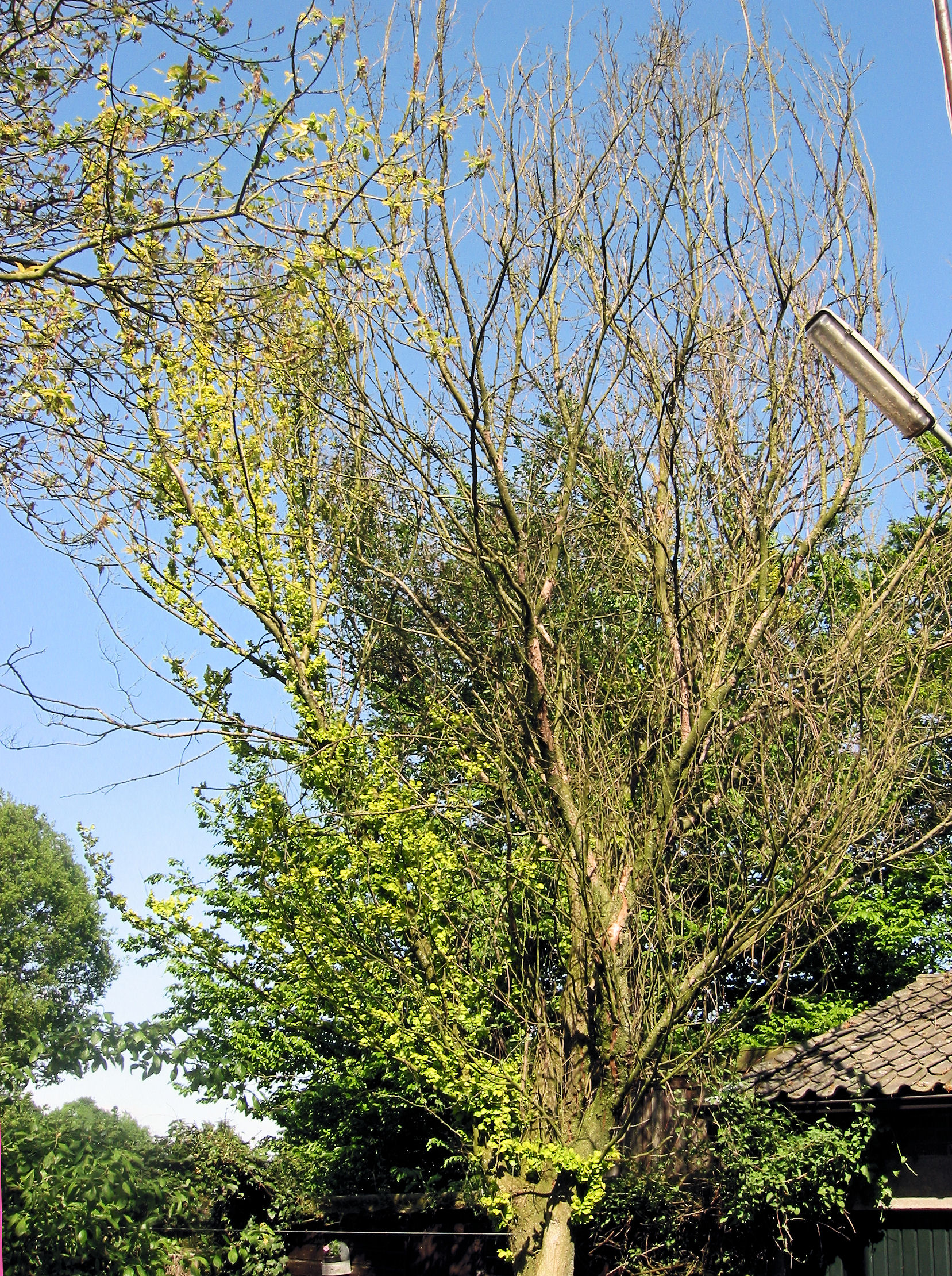
Iepenziekte op goudiep (let op de dode takken) (11 mei 2008)

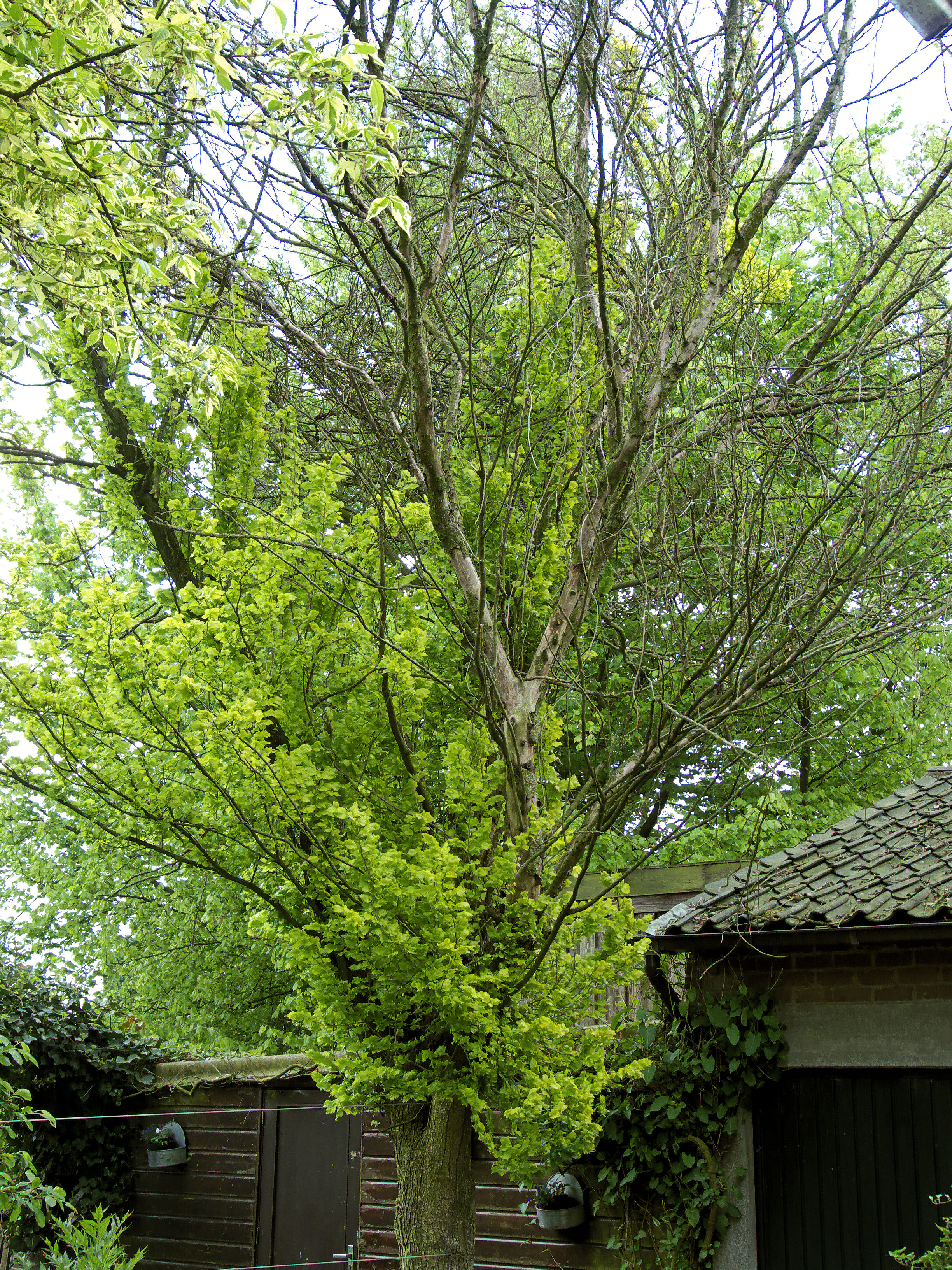
Iepenziekte op goudiep (let op de dode takken) (4 mei 2009)

De iepenziekte of iepziekte is een ziekte die bomen van het geslacht iep en Zelkova aantast. Ze veroorzaakt verwelking van takken en ten slotte sterfte van de gehele boom. De ziekte wordt veroorzaakt door de schimmels Ophiostoma ulmi (syn. Ceratocystis ulmi) en Ophiostoma novo-ulmi. Ophiostoma novo-ulmi is pas in de jaren 1970 voor het eerst waargenomen en tast ook de tegen Ophiostoma ulmi resistente rassen 'Commelin' en 'Groeneveld' aan.
De schimmels groeien in houtvaten van de boom. De boom produceert als reactie thyllen, blazen die de groei van de schimmel stoppen, maar daardoor raken die vaten ook verstopt. De schimmel kan van het ene houtvat in het andere komen waardoor er zoveel houtvaten verstopt raken dat de boom afsterft. De schimmel wordt verspreid door de grote (Scolytus scolytus) en de kleine iepenspintkever (S. multistriatus), maar ook door wortelcontact tussen naburige bomen.

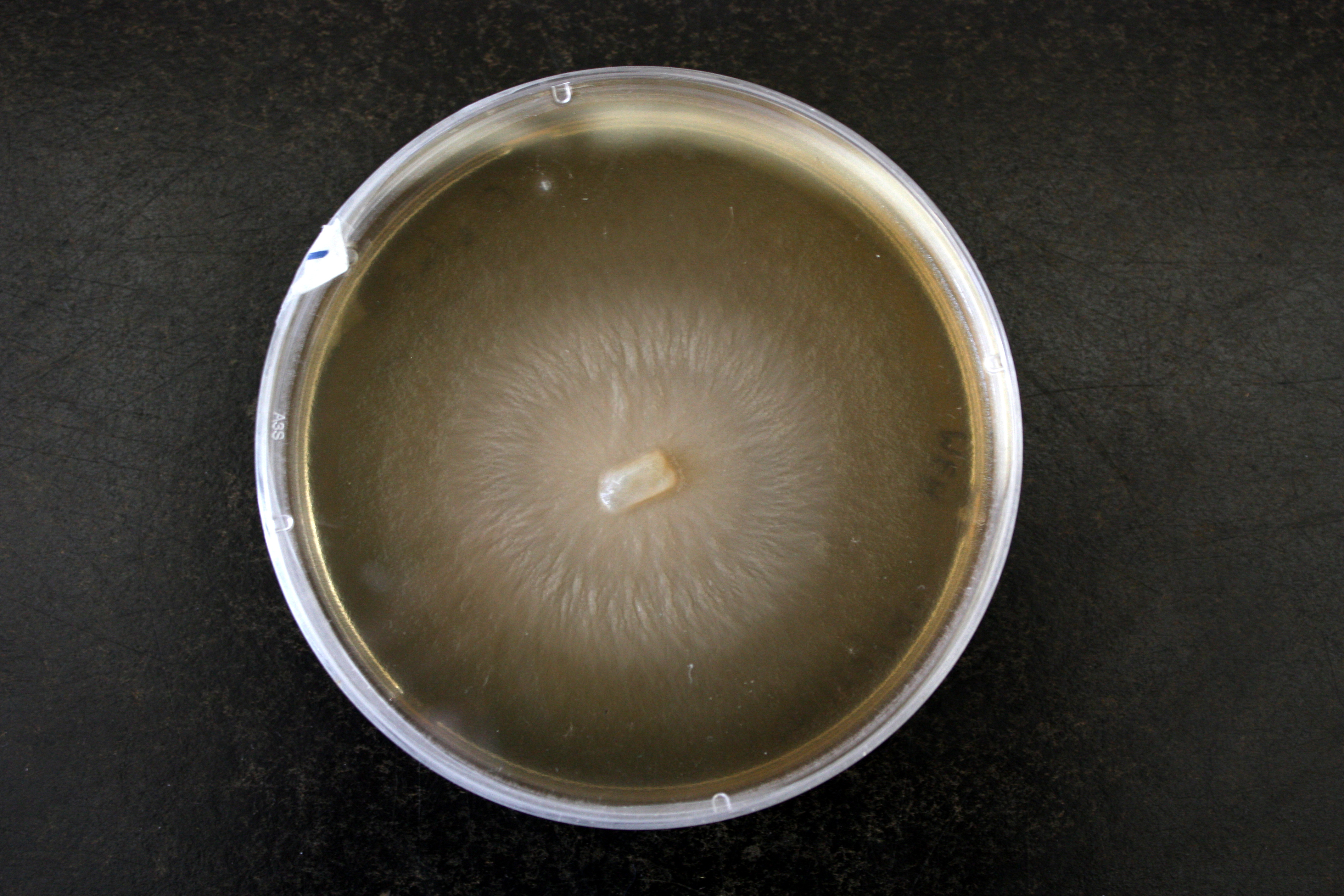
Ophiostoma ulmi op voedingsbodem van Mout Extract Agar (MEA)

De volwassen kevers voeren een rijpingsvraat uit aan de okselknoppen van gezonde bomen. Ze brengen zo een infectie tot stand. In zieke, reeds aangetaste bomen, zogenaamde broedbomen, leggen ze hun eieren in een gang onder de bast.

## Geschiedenis
De eerste vorm van de ziekte is waarschijnlijk afkomstig uit Oost-Azië en werd voor het eerst geconstateerd in 1918 in Noord-Brabant en Noord-Frankrijk. Omdat de Nederlandse biologen Bea Schol-Schwarz en Christine Buisman werkzaam onder leiding van Johanna Westerdijk, de ziekte voor het eerst correct beschreven, wordt die in het buitenland de 'Dutch Elm Disease' genoemd. Ook de Nederlandse Louise Kerling (1900-1985) deed onderzoek naar de ziekte. In de jaren 1930 ging in Nederland ca. 60% van het iepenbestand te gronde.
Vanuit Europa is ook Amerika besmet. In Noord-Amerika ontwikkelde zich een agressievere variant die er in de jaren zeventig voor zorgde dat veel bomen afstierven.
De veldiep is bijzonder gevoelig; in 1984 en 1985 waren in Nederland ongeveer 90% van alle zieke iepen veldiepen. Na het jaar 2000 kwam er een nieuwe ziektegolf in Nederland die onder de overgebleven bomen en nieuwe aanplant flink huishoudt.

## Bestrijding
De iepziekte is zeer besmettelijk; ook dood hout (zoals meegenomen brandhout) kan een besmettingshaard zijn. In België geschiedt de bestrijding van de ziekte krachtens het K.B. van 25 augustus 1971 (tot uitvoering van de Wet van 2 april 1971). Sinds 1977 geldt in Nederland het Besluit bestrijding iepziekte (1977, Stbl. 445).
Om deze ziekte onder controle te krijgen worden de aangetaste bomen gekapt, geschild en restanten verbrand. Tot midden jaren tachtig was het beleid in heel Nederland om alle zieke bomen onder toezicht van de Plantenziektenkundige Dienst (PD) op kosten van de staat op te ruimen. Vanwege financiële overwegingen en omdat het beleid in Duitsland en België anders is, heeft men dit beleid losgelaten. Opruiming gaat nu op initiatief van gemeenten. Sommige gemeenten doen dit gratis en gebruiken indien nodig bestuursdwang.
De ziekte kan ook worden bestreden door de bomen preventief in te enten. In Utrecht gebeurt dit al dertig jaar. Het gaat dan om een verticilliumschimmel die ingespoten wordt in de bomen. Dit veroorzaakt een afweerreactie. De iepen in Den Haag krijgen elk jaar een injectie met het middel Dutch Trig. Maar deze methode is tamelijk prijzig en moet elk jaar worden herhaald, daarom wordt deze buiten Den Haag alleen toegepast bij monumentale bomen.
Ook zijn er rassen (cultivars) ontwikkeld met een zeer goede weerstand bijvoorbeeld 'Columella'. Ze hebben wel een wat andere habitus dan de meeste rassen. Ook wordt aanplant van uit zaad opgekweekte fladderiepen (Ulmus laevis) aanbevolen. De uit zaad opgekweekte bomen hebben een grotere genetische variatie dan de bij aanplant meer gebruikelijke klonen, waardoor de kans groter is dat bepaalde exemplaren beter tegen de ziekte zijn opgewassen.